# Стамбульский университет Медипол
Стамбульский университет Медипол (тур. İstanbul Medipol Üniversitesi, англ. Istanbul Medipol University) — частный университет в Стамбуле, Турция. Он был основан Турецким фондом образования, здравоохранения и исследований в 2009 году. Основателем фонда является Фахреттин Коджа, нынешний министр здравоохранения Турции.
В состав университета входят 12 факультетов, 5 институтов и 4 профессиональных колледжа. В университете обучается 37 051 студент. Количество студентов бакалавриата составляет 22 526 человек, а количество аспирантов - 1 766 человек. Число студентов-ассоциатов составляет 12 759 человек. А количество иностранных студентов составляет 2854 человека. В университете читают лекции 1213 академиков и работают 2309 административных сотрудников.
В университете действует 71 программа бакалавриата на 13 факультетах. Двадцать четыре из этих программ преподаются на английском языке.

## Академические единицы

### Факультеты
- Факультет стоматологии
- Фармацевтический факультет
- Факультет изящных искусств, дизайна и архитектуры
- факультет образования
- Факультет права
- Факультет бизнеса и менеджмента
- Факультет гуманитарных и социальных наук
- Факультет инженерии и естественных наук
- Факультет коммуникации
- Факультет медицинских наук
- Медицинский факультет
- Международный медицинский факультет